# Santo Entierro (Miguel Ángel)
El Santo Entierro (en italiano, Sepoltura) es un cuadro inacabado atribuido al pintor renacentista italiano Miguel Ángel. La datación es alrededor de 1500-1501. Se usó una técnica mixta (témpera y óleo). Mide 162 centímetros de alto y 150 cm de ancho. Se conserva en la National Gallery de Londres, Reino Unido. 
La obra ha sido objeto de una serie de disputas sobre su posición cronológica, aunque en general se considera obra de juventud. Según otros, fue una obra de un alumno de Miguel Ángel a partir de un dibujo de su maestro o, directamente, una imitación  Archivado el 19 de mayo de 2020 en Wayback Machine.. 
Según un documento descubierto en 1981  Archivado el 19 de mayo de 2020 en Wayback Machine., Miguel Ángel recibió el encargo de una tabla para la iglesia de San Agustín en Roma, pero llegó un momento en que el artista devolvió la suma que le habían anticipado. Aunque no existe ninguna certeza, es probable que la obra en cuestión fuese de hecho este Santo Entierro, que quedó inacabado debido al regreso de Miguel Ángel a Florencia.
El centro del cuadro representa a Jesucristo llevado al sepulcro. El hombre con barba que está tras él es José de Arimatea, el hombre que dio su tumba para la sepultura de Cristo. La figura de la izquierda es probablemente san Juan, con una larga túnica roja, mientras que arrodillada a sus pies estaría María Magdalena.
La identidad de las dos figuras de la derecha es incierta (Nicodemo, la del interior, y María Salomé se han sugerido). La otra figura que falta sería la de la Virgen María.